# Diridon Station

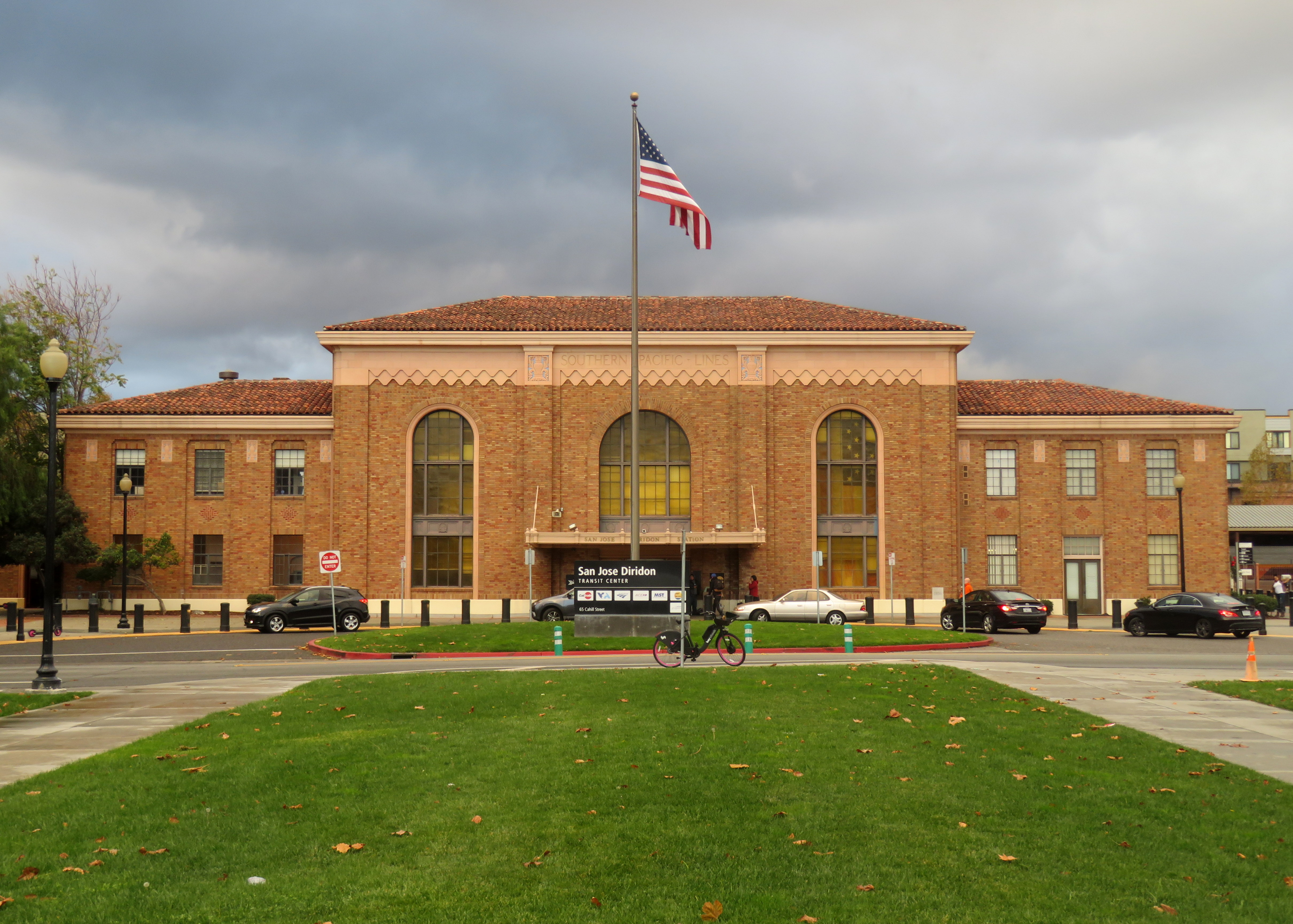
San Jose Diridon.

Diridon Station, ook bekend als San Jose Caltrain Station, San Jose Diridon en Downtown San Jose-Diridon Station, is het centraal station van de Amerikaanse stad San Jose (Californië). Vroeger stond het bekend als het Cahill Depot (het adres is 65 Cahill Street) of het Southern Pacific Depot.
Diridon Station wordt bediend door de treinen van Caltrain (tussen San Francisco en Gilroy), ACE (richting Stockton), VTA Light Rail (de lijn Mountain View–Winchester) en Amtrak (de Coast Starlight, tussen Seattle en Los Angeles, en de Capitol Corridor richting Auburn). Verder is het station een stopplaats voor bussen van California Shuttle Bus, Amtrak Thruway Motorcoach, Monterey-Salinas Transit, San Benito Transit, Santa Cruz Metro (Highway 17 Express), San Joaquin RTD en plaatselijke en bedrijfsshuttles en -bussen. Wanneer de Silicon Valley-uitbreiding van BART voltooid is, zullen er dus ook BART-treinen vertrekken.
Het gebouw dateert uit 1935 en staat als historisch bouwwerk op het National Register of Historic Places. Het is opgetrokken in Italiaanse neorenaissance-stijl. Sinds 1994 heet het Diridon Station, een verwijzing naar Rod Diridon, een lokaal politicus.